# 長谷川好道
長谷川 好道（はせがわ よしみち、1850年10月1日〈嘉永3年8月26日〉- 1924年〈大正13年〉1月27日）は、日本の陸軍軍人。韓国駐剳軍司令官、参謀総長、朝鮮総督を歴任。官位は元帥陸軍大将・従一位・大勲位・功一級・伯爵。

## 略歴
1850年（嘉永3年）10月1日、長州藩支藩岩国藩士・長谷川藤次郎の子として生まれる。剣術師範であった父について剣術を修める。戊辰戦争には精義隊小隊長として参戦する。
明治後は大阪兵学寮学生となり、1871年（明治4年）8月に陸軍少尉心得、同年12月には陸軍大尉・5番大隊長。1872年（明治5年）4月、陸軍少佐、翌年5月歩兵第1連隊長心得、同6月中佐として西南戦争に従軍する。戦後、広島鎮台歩兵第11連隊長、同鎮台参謀、大阪鎮台参謀長、中部監軍部参謀を経て陸軍大佐に昇進する。1885年（明治18年）フランス差遣を命ぜられ、翌年の1886年（明治19年）12月、陸軍少将・歩兵第12旅団長に昇進する。歩兵第12旅団長時代に、日清戦争に出征して旅順攻撃で戦功を立てる。
1895年（明治28年）、軍功により男爵を授爵して華族に列せられる。1896年（明治29年）6月、陸軍中将に進んで第3師団長、1898年（明治31年）には近衛師団長。日露戦争では鴨緑江会戦・遼陽会戦などに善戦した。1904年（明治37年）6月、陸軍大将に進級し、同年9月には韓国駐剳軍司令官に就任。
1906年（明治39年）4月、功一級金鵄勲章を受章し、翌年9月、子爵に陞爵。1908年（明治41年）の軍事参議官を経、1912年（明治45年）1月20日、参謀総長。1915年（大正4年）、元帥府に列せられる。

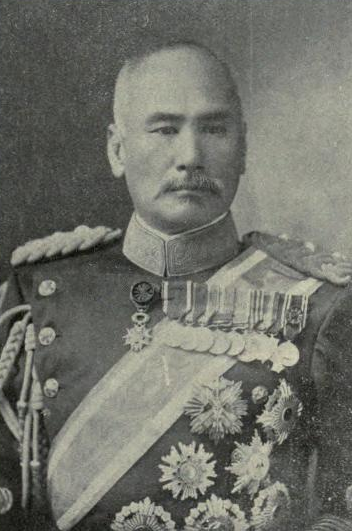
長谷川好道

この間、伯爵に陞爵した長谷川は1916年（大正5年）10月16日、寺内正毅の後任として朝鮮総督に就任する。総督在任中の朝鮮で起こった三・一独立運動に対し、軍を動員して鎮圧したことなどが武断政治として批判を浴び、土地調査事業を完了させたものの、わずか3年で斎藤実に交替する。
1924年（大正13年）1月28日薨去。墓所は東京都港区南青山・青山霊園(1ロ4-6乙7,8)。

## 備考

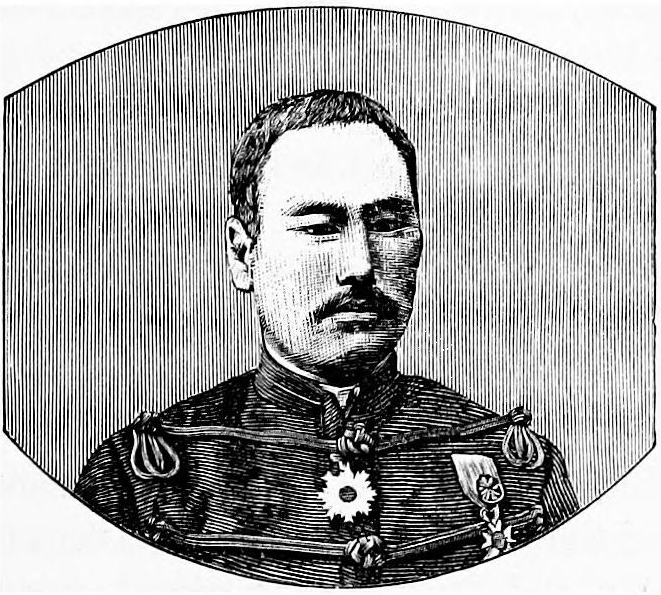
長谷川好道のイラスト

- 長谷川の生誕の地である山口県岩国市には岩国練武場がある。これは長谷川の生家跡であり、長谷川の意志を以って土地が岩国町に寄贈されたものである。同地には生誕の地を示す石碑が建ち、同練武場は山口県選定近代化遺産に指定される。また、岩国市紅葉谷公園にある六角亭は、長谷川が朝鮮から贈られたものをこの地へ移設した。
- 邸宅は牛込区（現在の新宿区）早稲田町40番地にあった[2]。
- 養嗣子猪三郎は、陸軍士官学校3期生で、のちに陸軍少将に昇っている。
- 長谷川の近衛師団長時代に梅沢道治が近衛第4連隊長を務めていたが、長谷川は梅沢を役立たずの老大佐と決めつけ、いつも𠮟り飛ばしていた。ところが日露戦争で近衛後備混成旅団長となった梅沢の活躍は目覚ましく、「花の梅沢旅団」の名は全軍に轟いた。戦争終結後、長谷川は自らの不明を詫び、「平時の講評はこれを取り消す」との手紙を書き送った[3]。

## 栄典・授章・授賞
位階
- 1872年（明治5年）6月15日 - 正七位[4]
- 1873年（明治6年）6月25日 - 従六位[4]
- 1874年（明治7年）2月19日 - 正六位[4]
- 1879年（明治12年）12月16日 - 従五位[4]
- 1886年（明治19年）11月16日 - 正五位[4][5]
- 1892年（明治25年）4月1日 - 正四位[4][6]
- 1897年（明治30年）5月31日 - 従三位[4][7]
- 1902年（明治35年）8月20日 - 正三位[4][8]
- 1907年（明治40年）8月30日 - 従二位[4][9]
- 1914年（大正3年）9月10日 - 正二位[4][10]
- 1924年（大正13年）1月28日 - 従一位[11]

爵位等
- 1895年（明治28年）8月20日 - 男爵[4]
- 1907年（明治40年）9月21日 - 子爵[4][12]
- 1915年（大正4年）1月9日 - 元帥[4][13]
- 1916年（大正5年）7月14日 - 伯爵[4][14]

勲章等
| 受章年                     | 略綬 | 勲章名                       | 備考 |
| -------------------------- | ---- | ---------------------------- | ---- |
| 1878年（明治11年）1月31日  |      | 勲四等旭日小綬章             |      |
| 1885年（明治18年）4月7日   |      | 勲三等旭日中綬章             |      |
| 1889年（明治22年）11月25日 |      | 大日本帝国憲法発布記念章     |      |
| 1894年（明治27年）5月29日  |      | 勲二等瑞宝章                 |      |
| 1895年（明治28年）8月20日  |      | 功三級金鵄勲章               |      |
| 1895年（明治28年）8月20日  |      | 旭日重光章                   |      |
| 1902年（明治35年）5月31日  |      | 勲一等瑞宝章                 |      |
| 1905年（明治38年）5月30日  |      | 旭日大綬章                   |      |
| 1906年（明治39年）4月1日   |      | 功一級金鵄勲章               |      |
| 1906年（明治39年）4月1日   |      | 旭日桐花大綬章               |      |
| 1906年（明治39年）4月1日   |      | 明治三十七八年従軍記章       |      |
| 1908年（明治41年）12月1日  |      | 金杯一組                     |      |
| 1909年（明治42年）4月18日  |      | 皇太子渡韓記念章             |      |
| 1915年（大正4年）11月7日   |      | 大正三四年従軍記章           |      |
| 1915年（大正4年）11月10日  |      | 大礼記念章                   |      |
| 1919年（大正8年）12月15日  |      | 戦捷記章                     |      |
| 1920年（大正9年）11月1日   |      | 金杯一組                     |      |
| 1920年（大正9年）11月1日   |      | 大正三年乃至九年戦役従軍記章 |      |
| 1924年（大正13年）1月28日  |      | 大勲位菊花大綬章             |      |

外国勲章佩用允許
| 受章年                    | 国籍           | 略綬 | 勲章名                     | 備考 |
| ------------------------- | -------------- | ---- | -------------------------- | ---- |
| 1886年（明治19年）1月19日 | フランス共和国 |      | レジオンドヌール四等勲章   |      |
| 1905年（明治38年）4月1日  | 大韓帝国       |      | 大勲位李花大綬章           |      |
| 1907年（明治40年）4月8日  | 大韓帝国       |      | 瑞星大勲章                 |      |
| 1907年（明治40年）7月1日  | プロイセン王国 |      | 赤鷲剣付第一等勲章         |      |
| 1908年（明治41年）5月7日  | 大韓帝国       |      | 韓国皇帝陛下即位礼式記念章 |      |
| 1908年（明治41年）6月1日  | 大韓帝国       |      | 金尺大勲章                 |      |